# 新俄羅斯 (地區)

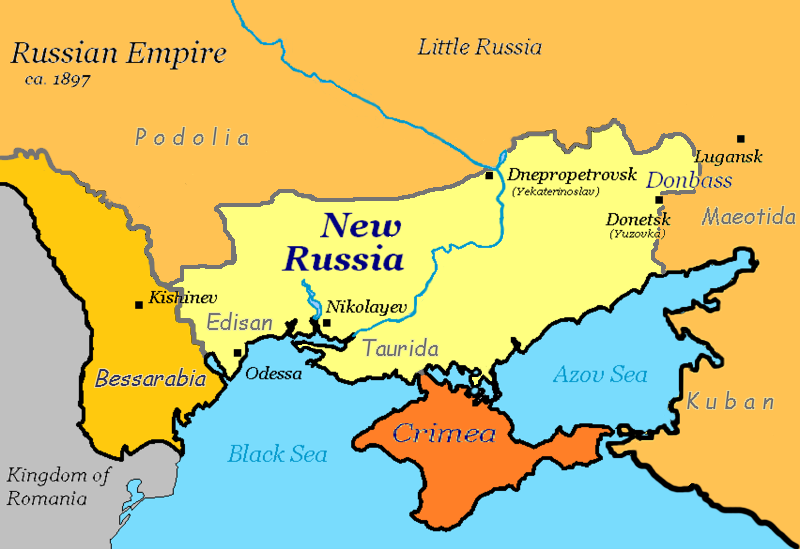
新俄羅斯（1897年）

新俄羅斯邦聯（2014-2015年）

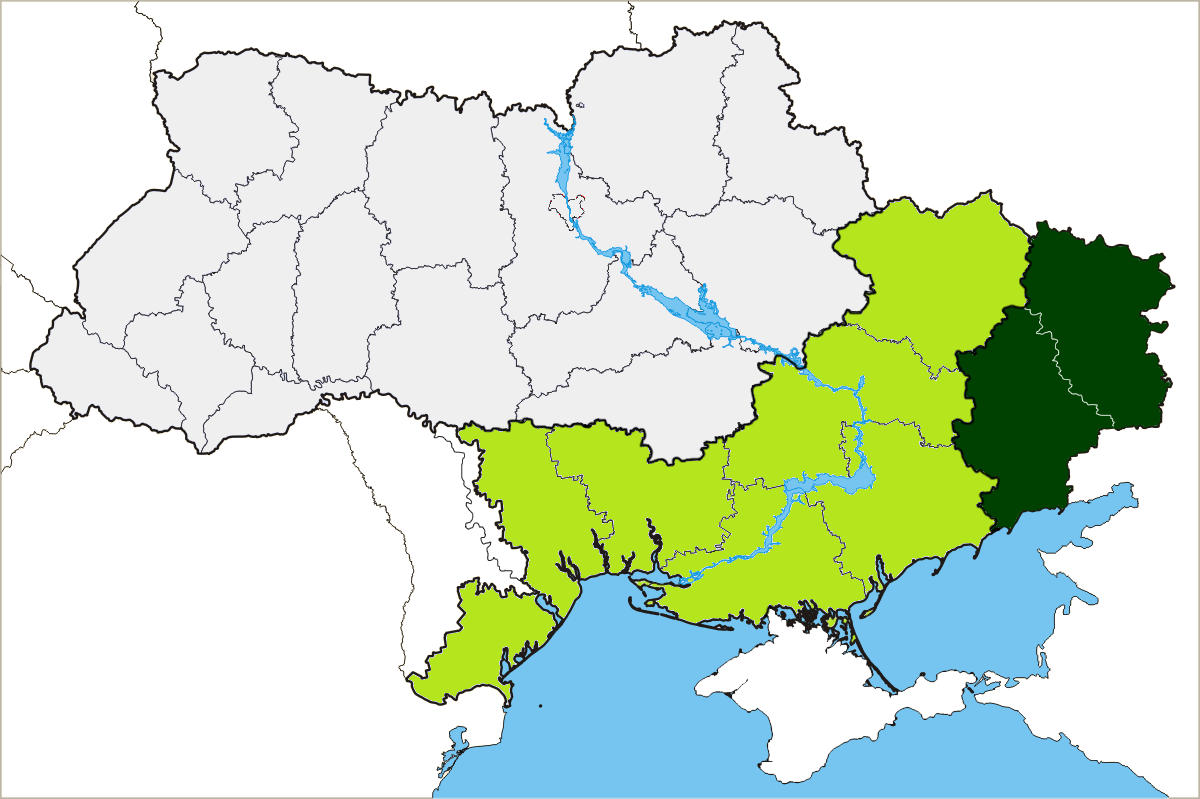
深綠色突出的部分是新俄羅斯邦聯（2014年）宣稱的領土，淺綠色部分是聲稱曾經是新俄羅斯的歷史領土。

深紅色突出的部分是2022年俄羅斯入侵烏克蘭之前新俄羅斯兩共和國實際控制的領土，淺紅色部分是聲稱曾經是新俄羅斯控制下的歷史領土。淺黃色是頓巴斯地區的其他領土

新俄羅斯（俄语：Новоро́ссия，羅馬化：Novorossiya，發音：[nəvɐˈrosːʲɪjə] ⓘ，羅馬化：Novorosiia）是指18世紀末期俄羅斯帝國征服的黑海北岸地區。這一地區在俄羅斯統治之前曾由鄂圖曼帝國統治，沙俄經過多次俄土戰爭之後佔領這一地區。

## 名称
新俄罗斯这个名字于1764年正式使用，当时俄罗斯帝国征服了克里米亚汗国并吞并了其领土。

## 范围
在不同时期，新俄罗斯可能包含比萨拉比亚地区、黑海北岸地区、亚速海沿岸地区、克里米亚地区、库班地区和切尔克斯地区。

## 历史
1764年，为应对与奥斯曼帝国的战争，新俄罗斯省成立，由军事边境地区和南部盖特曼国的部分地区组成。1917年之后，该名称的官方使用停止。
2014年頓巴斯戰爭爆發以後，親俄武裝曾嘗試在該地建立一個新俄羅斯邦聯。